# Leoberto Leal
Leoberto Leal es un municipio brasileño del estado de Santa Catarina. Tiene una población estimada al 2022 de 3330 habitantes. Forma parte de la Región Metropolitana de Florianópolis.

## Historia
La ocupación efectiva de las tierras del municipio se produjo a partir de 1917, siendo los primeros visitantes descendientes de colonos de la antigua colonia Santa Teresa, actual Alfredo Wagner. 
El municipio fue originalmente un distrito de Nova Trento, llamado «Vargedo», habiendo sido renombrado tras su emancipación, el 12 de diciembre de 1962 en homenaje al diputado Leoberto Laus Leal, natural de Tijucas, fallecido en un desastre aéreo en julio del mismo año.

## Economía
La economía se basa en gran medida en la agricultura, con énfasis en los cultivos de cebolla, maíz, frijol y tabaco. Los sectores industrial y de servicios no son muy significativos, aunque la singular geografía del municipio le confiere un potencial turístico.